# Folan
Folan is een Zweeds historisch merk van inbouwmotoren.
In 1994 ontwikkelde de Zweed Fredy Olson en Lars Nilsson een 60° V-twin-blok. Nilsson was een voormalig crosser en Husqvarna-ingenieur. Zij kochten het complete machinepark van het failliete Husqvarna op. De blokken werden goed ontvangen en er bestond belangstelling van CCM, en ook Sachs zou later het “Beast” prototype met een Folan-blok uitrusten.
Ook vanuit de watersport en de ultralight-luchtvaart bestond belangstelling. Larsson ging echter in zee met enkele Amerikanen en Zweden die een nieuw Amerikaans merk - MCM - wilden opzetten. Dit werd een fiasco. Het MCM-prototype, niet te verwarren met het Britse merk MCM, werd in 1994 gelanceerd onder de naam Highland.